# Волга-2 (экраноплан)
Волга-2 — первый в Советском Союзе и России экраноплан гражданского назначения, разработанный конструктором Виталием Алексеевичем Дементьевым. Относится к классу речных судов на динамической воздушной подушке (ДВП), основной отличительной характеристикой которых является наличие воздушного крыла.

## Описание
Экраноплан спроектирован для скоростных пассажирских перевозок, активного туризма и деловых поездок. Посадка пассажиров может производиться с необорудованного берега или причала. Экраноплан способен перевозить 8 пассажиров либо до 800 кг грузов.
В 1986 году начались опытные испытания. Его производство было налажено на Нижегородском авиастроительном заводе «Сокол».
Двигателем для экраноплана являлся специально разработанный РПД ВАЗ-4133.

ПРОИСШЕСТВИЯ
В июле 2003 г., сделав рейс до г.Бора, прогулочный экраноплан "Волга-2" возвращался к речному вокзалу. Однако до причала он не дошёл буквально двух десятков метров, повстречавшись с судном на подводных крыльях "Восход". Как говорили очевидцы, пилот "Волги", видимо, решил полихачить и не стал сворачивать на безопасное расстояние. И мощные волны, которые создал "Восход", шутя перевернули маленький катерок. Экраноплан с пассажирами быстро пошёл ко дну. 
Из воды вытащили всех тонущих людей. Двоих мужчин увезли в больницу №5. Один из них скончался от черепно-мозговой травмы, многочисленных переломов, сильнейшего травматического шока.
(газ.Нижегородский рабочий 23.07.2003 г.)

## Технические характеристики
| Модель                      | Волга-2                       |
| Размах крыла                | 8 метров                      |
| Длина                       | 11 метров                     |
| Высота                      | 3 метра                       |
| Масса пустого самолета      | 1950 кг                       |
| Максимальная взлетная масса | 2950 кг                       |
| Мощность, л.с.              | 2 х 150                       |
| Максимальная скорость, км/ч | 150                           |
| Практическая дальность, км  | 110                           |
| Высота полета на экране, м  | 0.5-0.8                       |
| Мореходность, баллов        | 5-6                           |
| Экипаж, чел                 | 1                             |
| Полезная нагрузка:          | 8 пассажиров или 800 кг груза |

## Сохранившиеся экземпляры
- Один экземпляр установлен в Нижнем Новгороде на постаменте, во дворе Политехнического института.
- Два экземпляра сохранились в городе Конаев в Казахстане[3]. Они находятся в частной собственности[4]. Оба экраноплана частично разрушены.